# 京都御所
京都御所（日语：／ Kyōto gosho */?），又名京都皇宮（／ Kyōto kōgū）、百矶城、百敷（／ Momoshiki），是位於日本京都府京都市上京區的宮殿建築群，也曾是日本天皇的居所（皇居），自北朝存在期間、到1869年遷都東京前的歷代天皇皆居住於此。名稱中的「御所」在日語是指天皇或皇室主要成員之住所，現亦被京都市民做為該宮殿的簡稱。

## 簡介

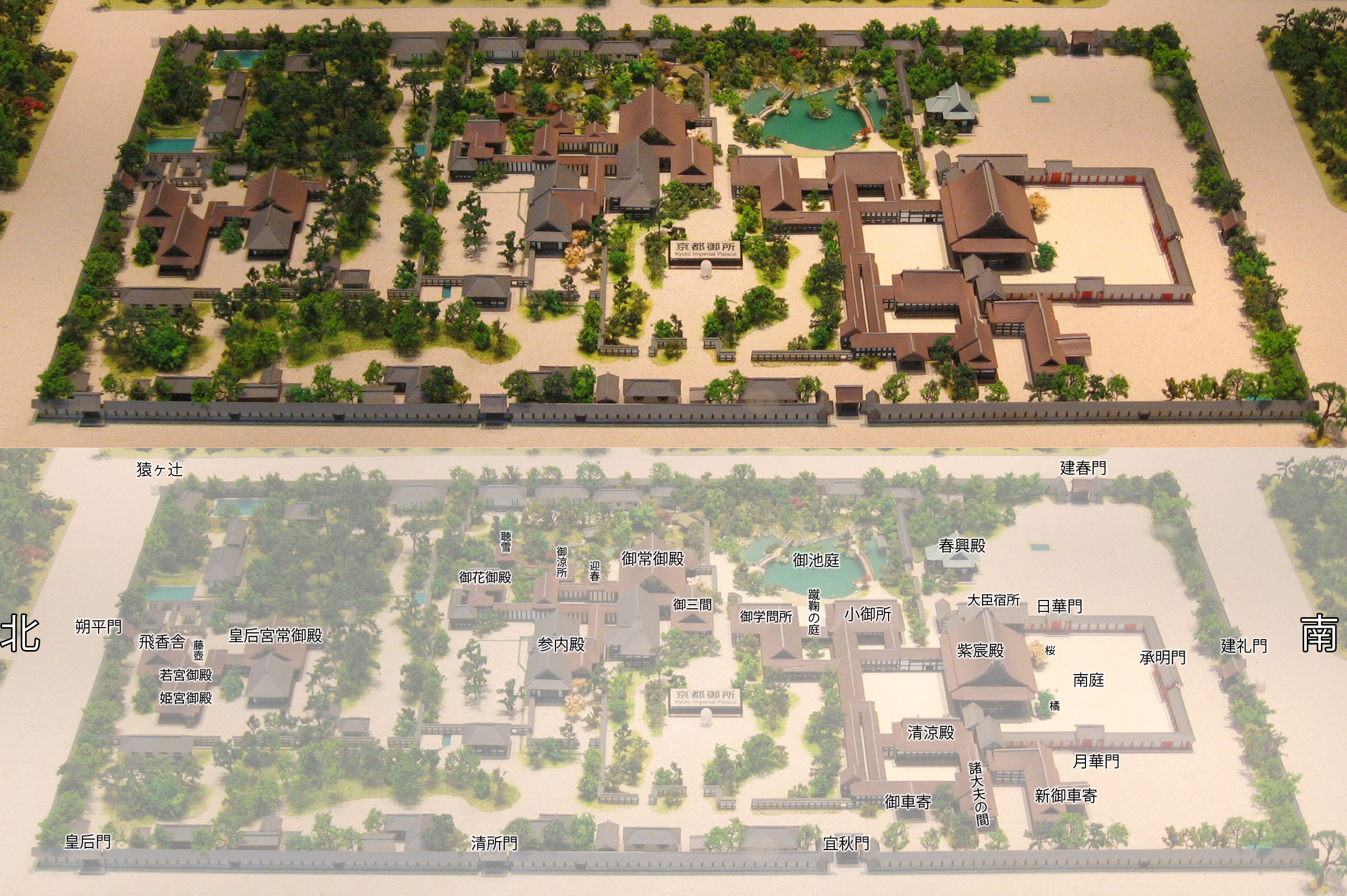
京都御所模型

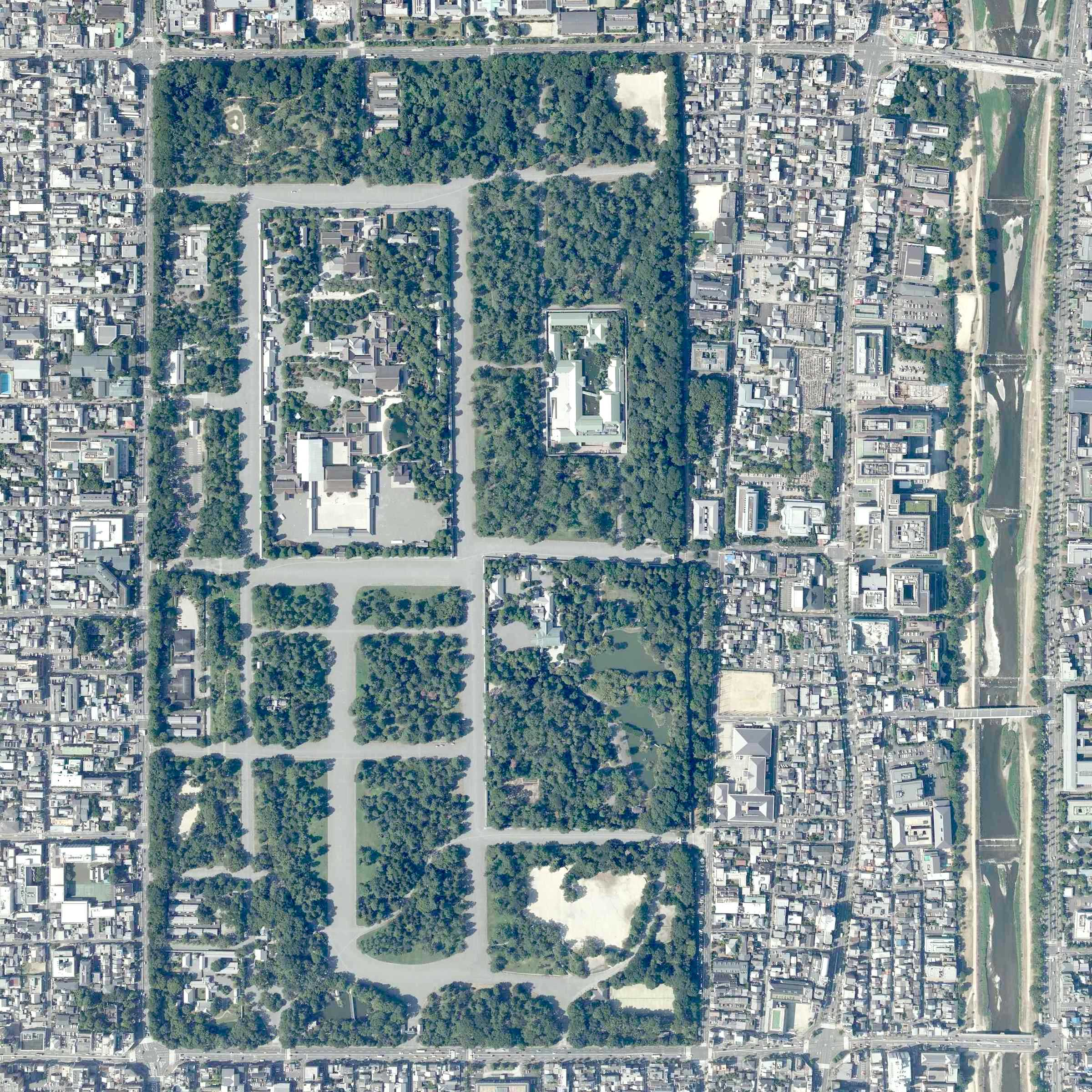
京都御所與京都御苑空照圖（攝於2020年）

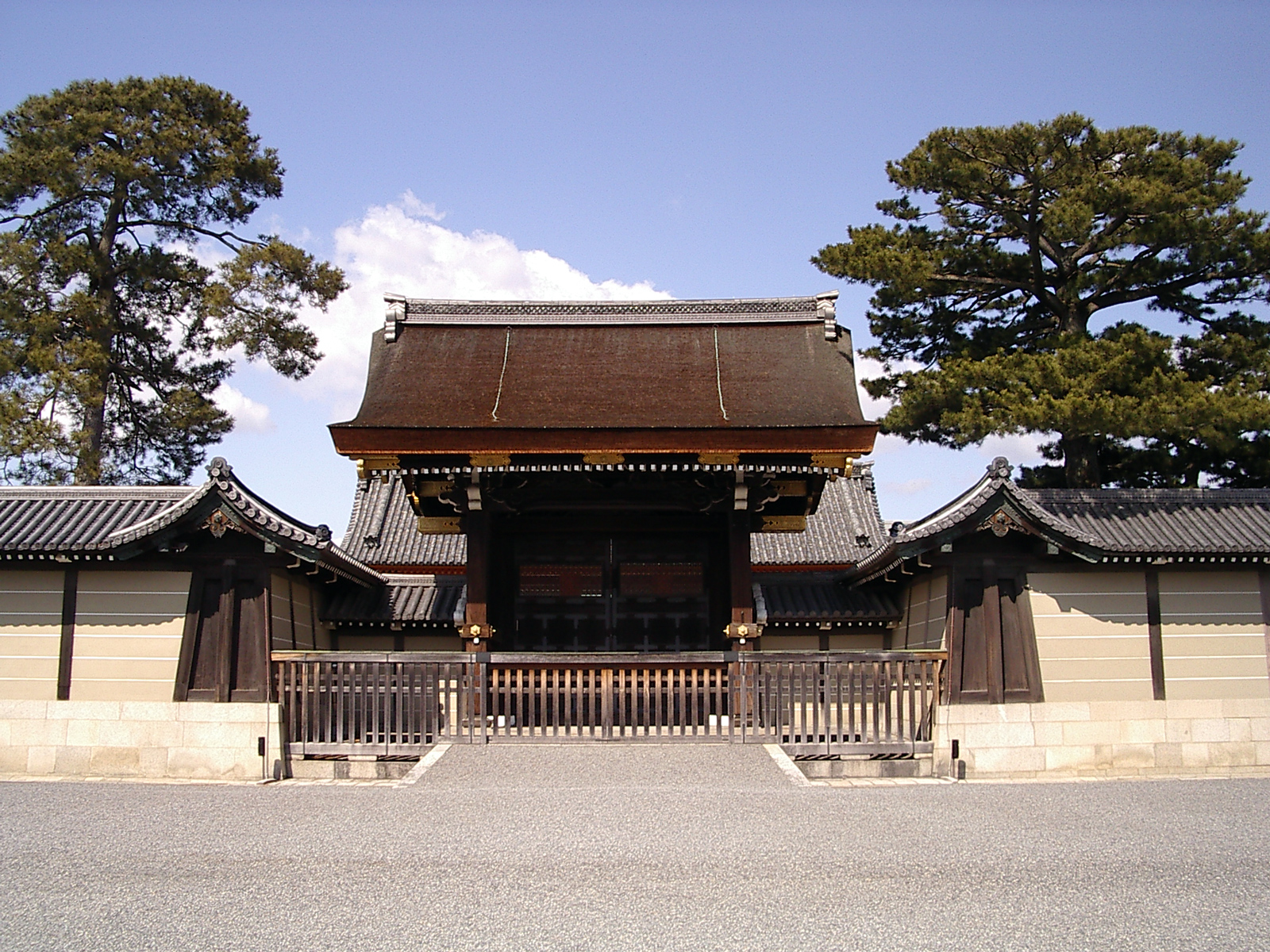
建禮門，為京都御所的南正門

桓武天皇於延曆十三年（794年）從長岡京遷都至平安京（即今京都）之後，將天皇居所設於平安京的內裏（該詞在日語中指宮城中天皇的私人區域），位於大內裏的中央偏右處。平安京的內裏在天德四年九月廿三（960年10月16日）被大火燒毀，之後又遭遇多次火災，使得天皇必須在平安京內找尋地方做為臨時居所，這些臨時皇居被稱為「里內裏」（「里」指的是平安京的町）。
之後在元弘元年（1331年），北朝首代天皇光嚴天皇即位，以里內裏之一的土御門東洞院殿做為居所，這便是京都御所的雛型。當時占地僅有1町四方，經過足利義滿擴大用地、以及織田信長與豐臣秀吉的整建，遂有現今所見之規模。明德三年（南朝元中九年，1392年）南北朝統一後，這裡繼續做為天皇居所，至明治二年（1869年）明治天皇將皇居遷往江戶城（今東京皇居）為止，為時477年。
值得注意的是，天皇居所雖然遷往江戶城，但京都御所原有的皇宮地位並沒有被廢除，象徵天皇駐地所在的天皇寶座「高御座」也仍然留置於此，直至今日。
現今的京都御所是日本皇室關聯設施之一，由宮內廳京都事務所管理。鄰近的皇室設施還有京都大宮御所與仙洞御所，與京都御所共同被京都御苑環繞。目前京都御所部分區域在平日開放公眾參觀。

## 御所建築
京都御所建立後經歷過多次整修，現今的內裡為幕末的安政2年（1855年）仿造平安樣式重建，被稱為「安政內裡」。現今御所各門、殿，其名稱多沿襲原先大內裡和中內裡的門名及殿名。

## 京都御所年表
- 西元794年間，桓武天皇遷都平安京。
- 西元960年間，內裏初次火災。日後不斷地發生火災之情形。
- 西元976年間，內裏火災。圓融天皇暫遷至藤原兼通之宅為臨時皇居，為首例里內裏。
- 西元1331年，光嚴天皇暫以里內裏之一的土御門東洞院殿定為皇居。日後便成為目前京都御所座落之地。
- 西元1569年，織田信長著手整修內裏。
- 西元1590年，豐臣秀吉再度著手整修內裏。
- 西元1611年，德川幕府著手改造內裏。
- 西元1653年，內裏火災。
- 西元1661年，內裏火災。
- 西元1673年，內裏火災。
- 西元1708年，內裏火災。
- 西元1766年，御涼所建造完成。
- 西元1788年，內裏火災。
- 西元1854年，內裏火災。
- 西元1867年，德川幕府末代將軍德川慶喜發佈大政奉還，皇室重新掌權。

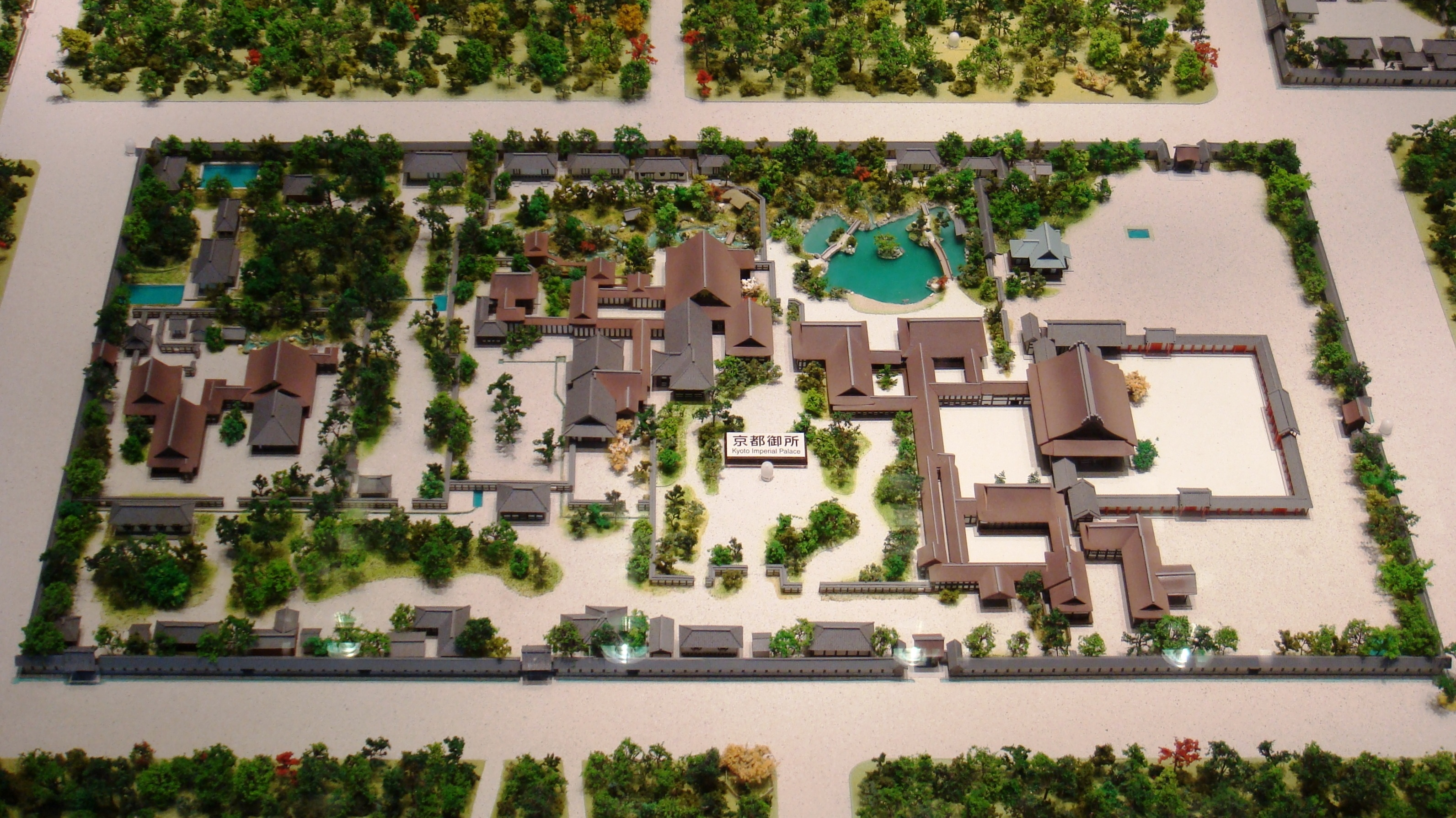
京都御所的平面图

- 西元1869年，皇居遷至東京。

## 京都御所主要殿舍及其它建築

### 御門
- 建礼門（日语：建礼門），為御所正門，又稱南御門。平日不開放人員出入，只在天皇皇后兩陛下親臨、或外國貴賓蒞臨參觀時才會開啟。
- 宜秋門，為御所西側御門。
- 清所門，為遊客參觀御所專用出入之門。
- 皇后門，並非為皇后專用門，而是參入皇后御殿專用之門，位於御所西北方。
- 朔平門，為御所北門。亦是飛香舍及皇后御殿的正門。
- 建春門，為御所東側門。

### 正殿

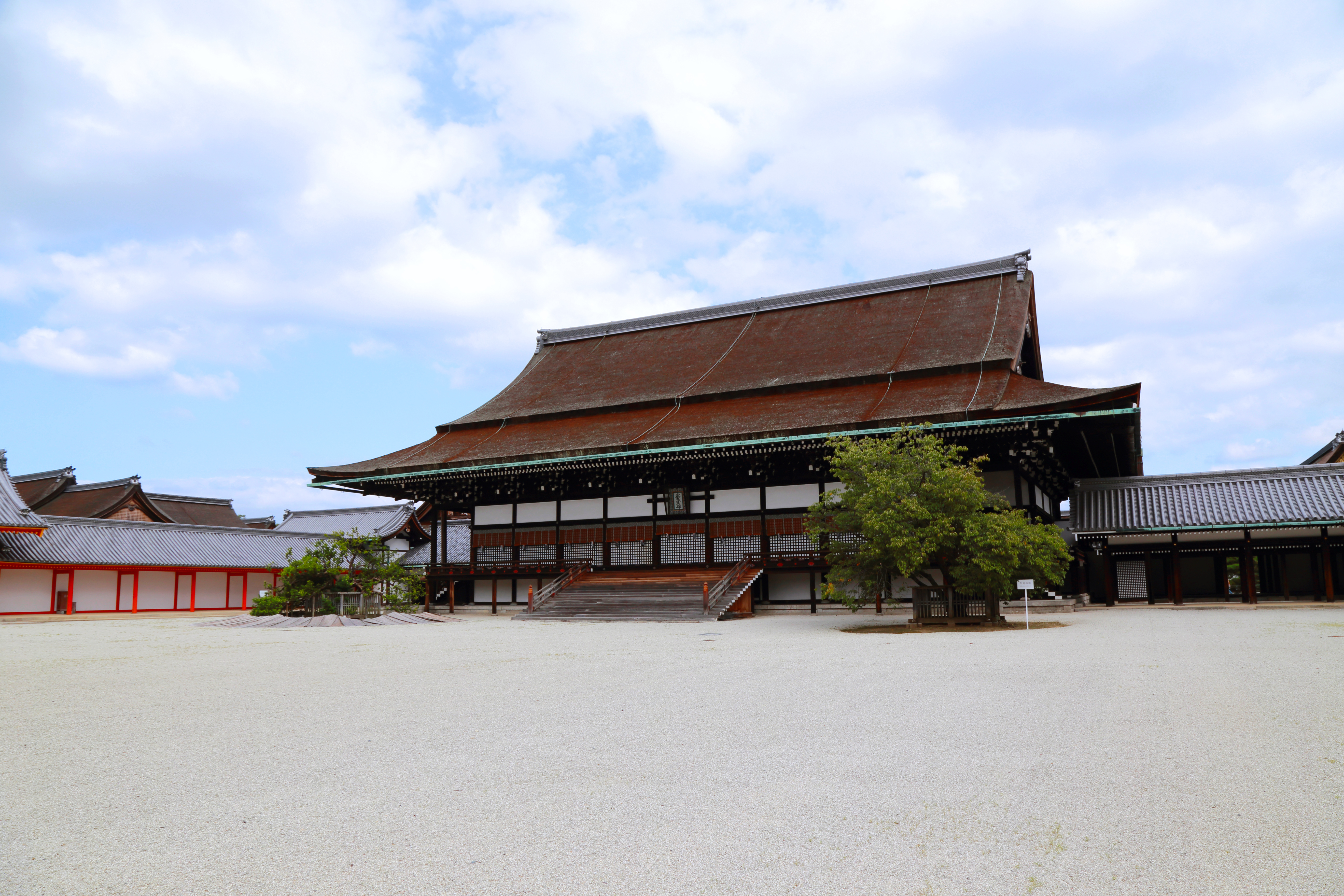
京都御所正殿——紫宸殿

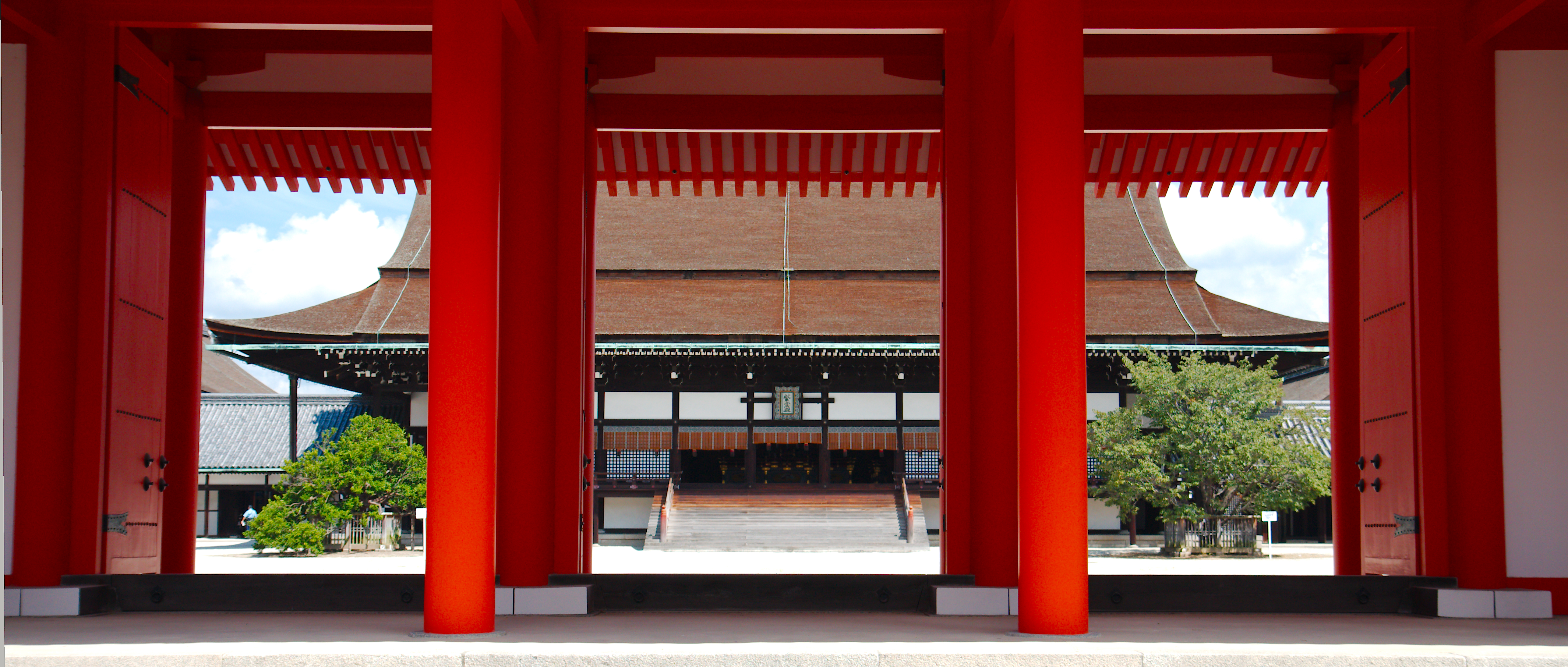
承明門與紫宸殿

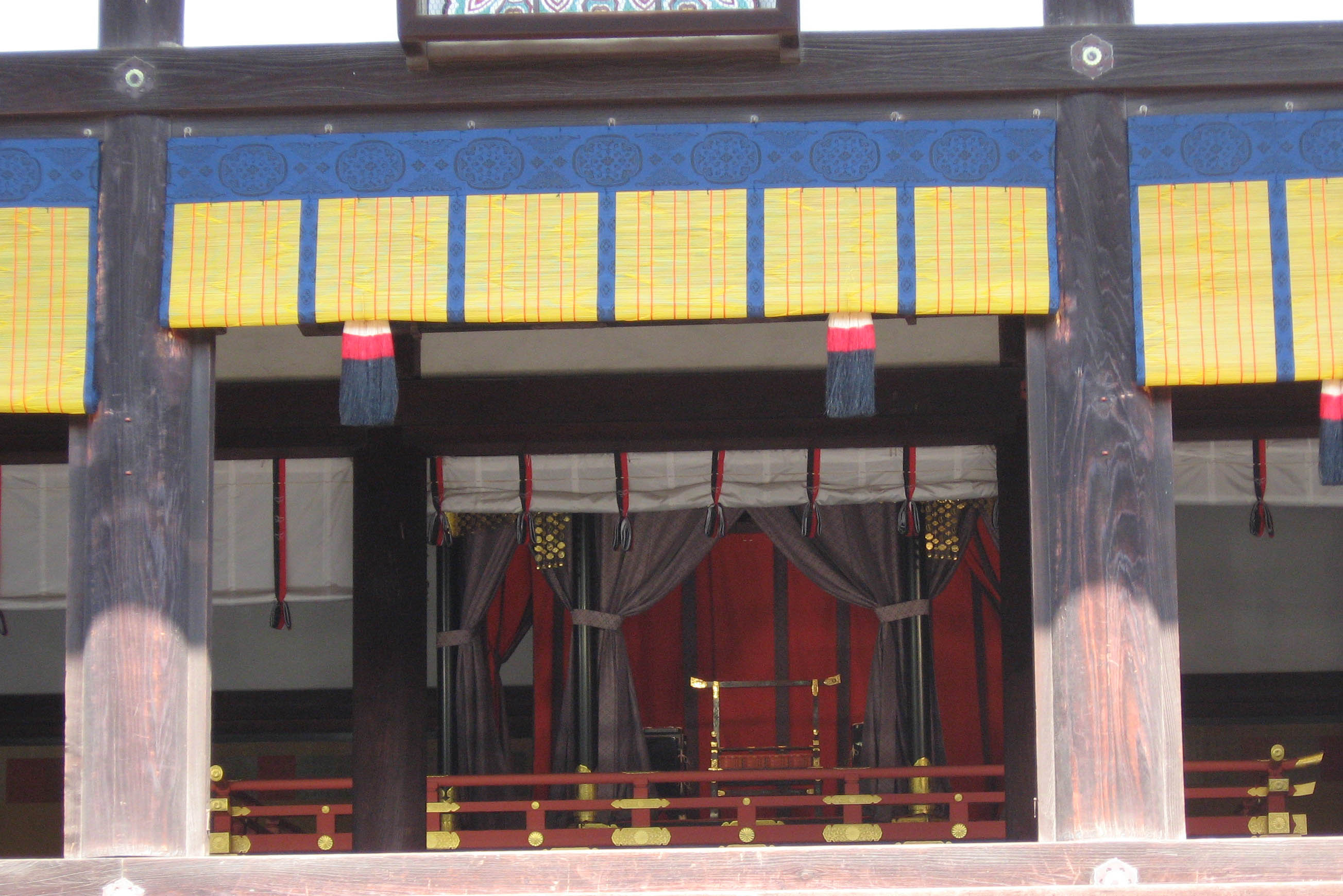
紫宸殿內的高御座

- 紫宸殿：是京都御所的正殿，為歷代天皇舉行即位式（日语：即位の礼）、節會、朝賀等重大典禮之主要場所。長37.7公尺，高20.5公尺。殿內中央有高御座及御帳台（日语：帳台），分別為天皇、皇后舉行即位式時之御座。殿前左右各種植了櫻花與橘。稱左近櫻（日语：左近桜）、右近橘（日语：右近橘）。正前方為南庭，正門為承明門。
- 日華門
- 月華門
- 陣の座
- 東軒廊
- 回廊
- 露台
- 撞木廊下，為一道可通往小御所的御廊。

### 天皇居所
- 清涼殿，在平安時代曾是天皇主要的活動場所，因此內部結構相當複雜。在戰國時代末期後，因其功能逐漸被御常御殿所取代，現已改為正月元旦所舉行的四方拜（日语：四方拝）及其他日常儀式的舉行之地。殿前各種植了吳竹及漢竹，正前方為東庭。
- 御溝水
- 瀧口
- 荻壺，清涼殿之後庭，因種有荻花而得名。
- 御拝道廊下，為天皇專用御廊，可直接通往小御所。
- 非蔵人廊下
- 長押門，為御學問所通往御常御殿的一道出入口。
- 御常御殿，位於御所東北方的一座大型殿閣。在近代，已逐漸取代了清涼殿的位置，成為天皇日常生活主要的地方了。殿內共有十五室，御殿南側為落長押之間、劍璽之間、上段之間、中段之間、下段之間，為遊客主要參觀部分。殿前種有紅梅與白梅。與常御殿相連接的殿室為御三間，其後為迎春、御涼所及御湯殿等等諸多御殿及茶室。

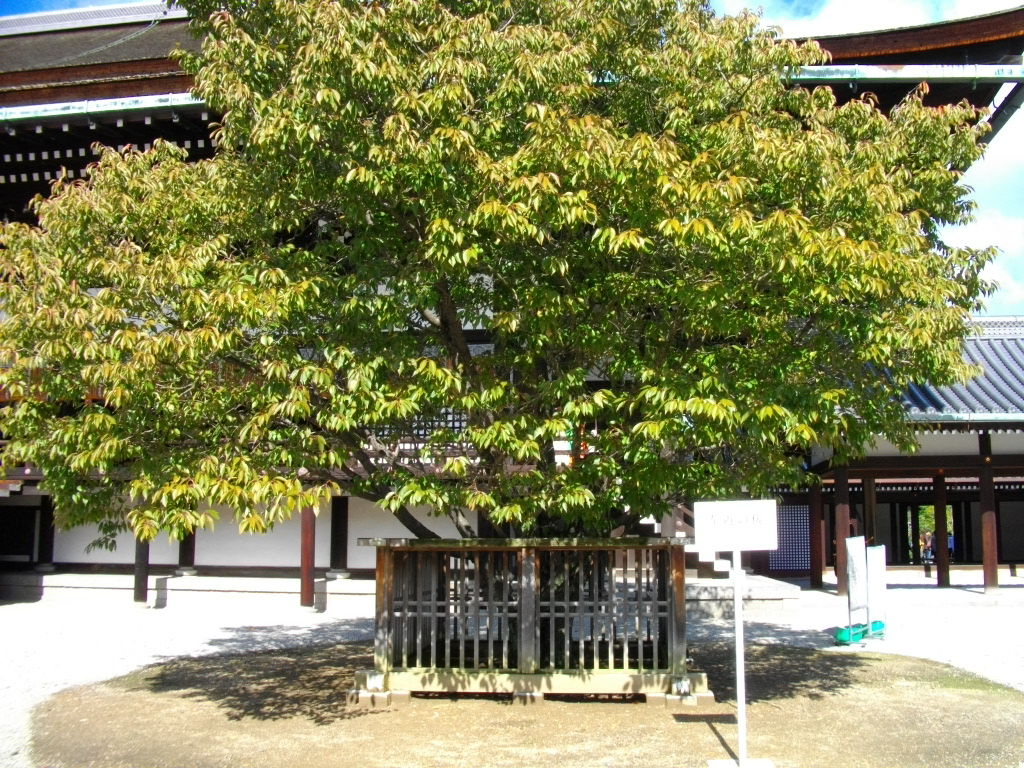
左近櫻（さこんのさくら）
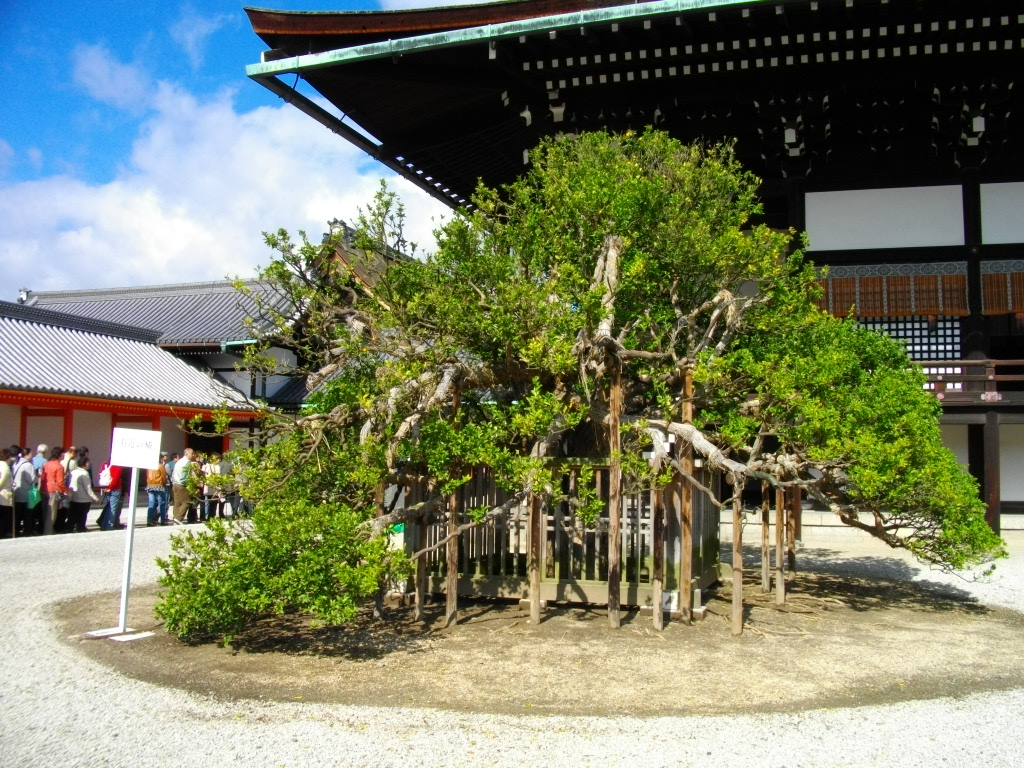
右近橘（うこんのたちばな）
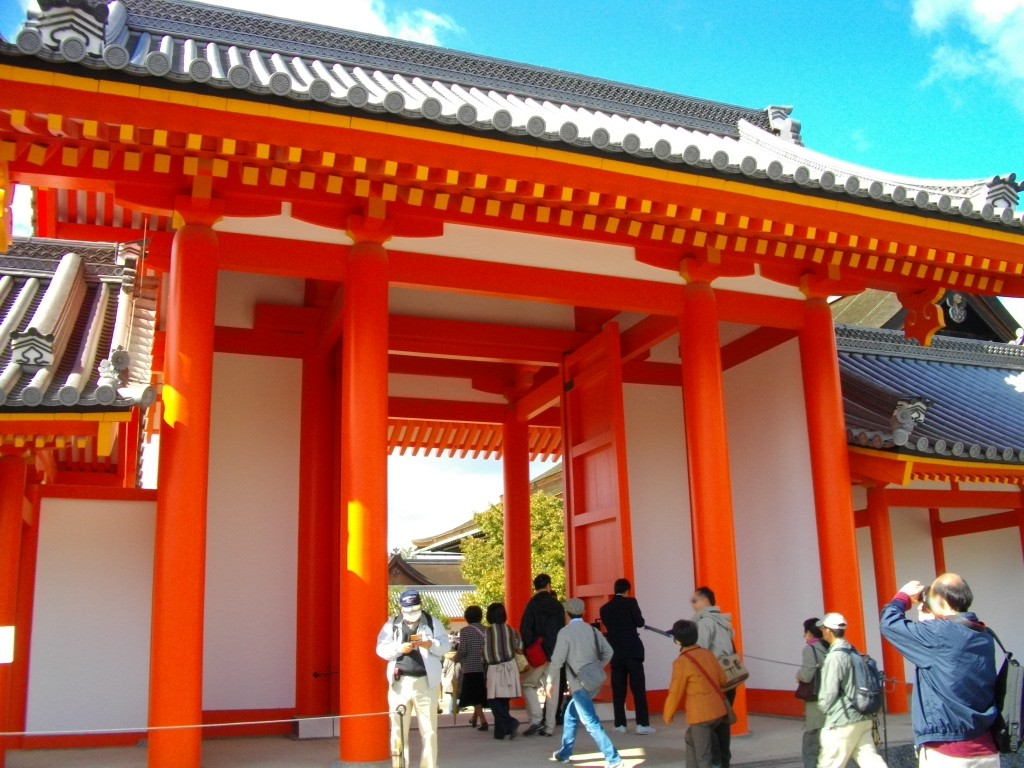
日華門（にっかもん・じっかもん）
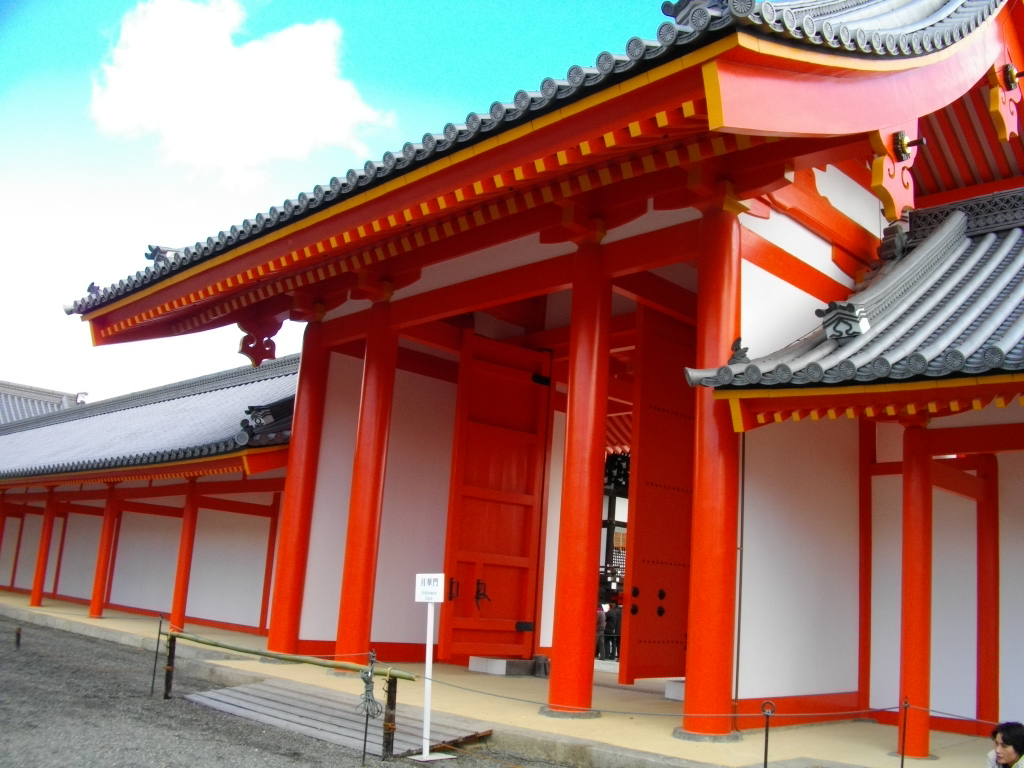
月華門（げっかもん）

### 皇后、後宮居所
- 皇后宮常御殿，位於御所北方，為皇后日常生活主要使用之殿閣。內部共十三室。
- 御黑戶 ，即御佛堂。
- 飛香舍，在近代為女御納入、皇后冊立專用之所。
- 透渡殿
- 藤壺，飛香舍的內庭，因種有藤花故名藤壺。
- 玄輝門
- 地震殿

### 皇子皇女居所
- 若宮（日语：若宮）御殿，為皇子居所。
- 姬宮御殿，為皇女居所。

### 皇太子居所
- 御花御殿，明治天皇為皇太子時居此御殿。
- 御新建

### 其他殿舍及庭園造景

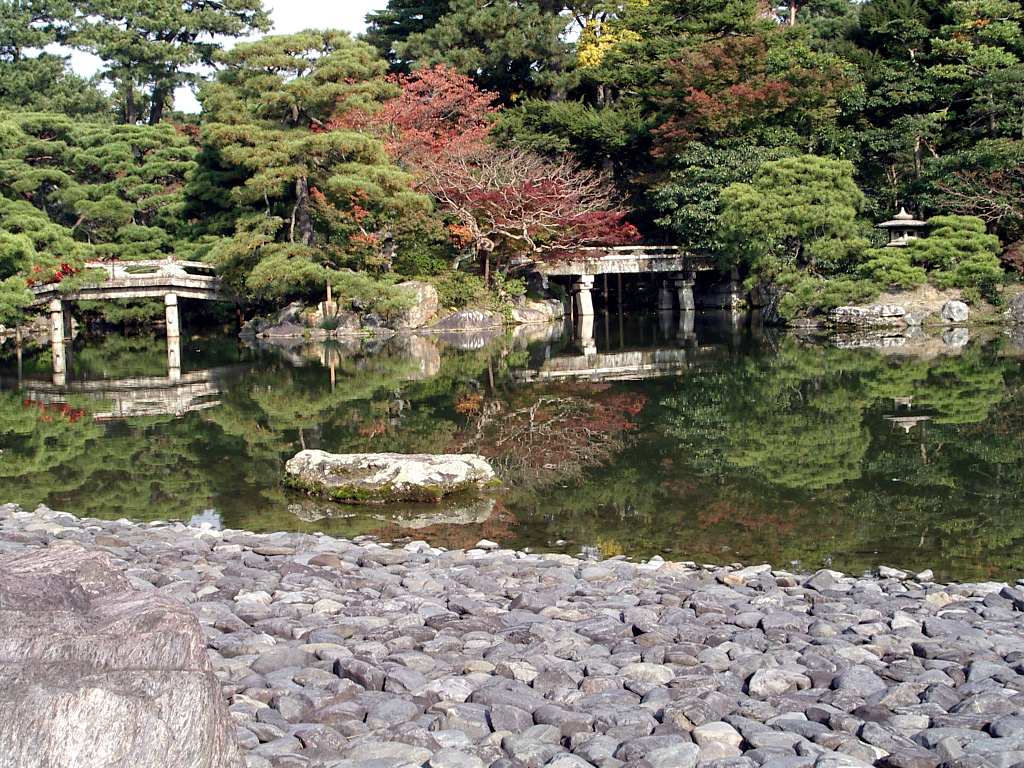
御池庭（おいけにわ)

- 諸大夫の間，為臣下、僧侶、武士等前往清涼殿謁見天皇前之休憩所。
- 小御所，主要為皇太子冊封之儀（日语：立太子礼）、天皇接見將軍及諸位大名的地方。在西元1867年12月8日，天皇在此一殿閣頒布"王政復古"的號令，即為有名的小御所會議（日语：小御所会議）。
- 御池庭
- 御學問所（日语：御学問所），主要為舉行和歌會（日语：歌会始）、御講書（日语：講書始）等活動的地方。殿內共分六室，其殿後與八景の間相連接。
- 八景の間，內有八室，位於御學問所之後。古時為關白退朝之前的休憩所。
- 御三間，為舉行涅槃會、七夕及盂蘭盆會等活動之主要場所。
- 長橋局，位於參內殿東側，勾當內侍（日语：勾当内侍）的居所。勾當內侍為律令制度下的一項女官職。為掌侍一職的最高位，職掌著御所內大小事務。
- 奏者所，位於參內殿西側。
- 参內殿，為上皇、皇族及五攝家前往御常御殿面見天皇時的休憩所。
- 春興殿
- 宜陽殿，內有次將座、公卿座、大臣宿所、納殿及議所。
- 錦台 ，為一處四疊半的茶室，位於御常御殿東面。
- 御內庭
- 龍泉門，為御常御殿要通往御涼所的一道門。
- 迎春，為安正御造營時依其孝明天皇之喜好所建的一間茶室。
- 龍泉の庭，為日式流水庭園造景。
- 御日拝所
- 御涼所，為天皇夏季避暑專用的一處御殿。因夏季多吹東風，故御殿東面的建築樣式較為寬廣。
- 吹抜廊下，為御涼所通往聽雪的木廊。
- 聽雪
- 蝸牛の庭，為日式枯山水造景。
- 御湯殿
- 地震殿

### 其他建築
- 御車寄
- 新御車寄
- 新御廊下
- 御文庫
- 東山御文庫（日语：東山御文庫），又名禁裏（日语：禁裏）御文庫、東山文庫等，位於御所東北隅。收藏著歷代天皇墨寶、書畫等珍貴文物。